# Вильгельмстурм (башня, Гессен)
Вильгельмстурм (нем. Wilhelmsturm ) — высокая 37-метровая башня около города Дилленбург в Лан-Дилль в земле Гессен, Германия. Сооружение построено на естественном холме, который возвышается над долиной примерно на 270 метров. Сама башня названа в честь Вильгельма I Оранского. В настоящее время она является музеем, на верхнем этаже которого расположена смотровая площадка.

## История
В Средние века на этом месте находился замок, который позднее был заброшен и разрушился.
В период с 1872 по 1875 год в руины средневекового замка были снесены, а на их месте построили Вильгельстурм. Архитектором выступил Фридрих Альберт Кремер. Работы оплатили представители Дома Нассау, которые в XIX веке проживали как в Германии, так и в Голландии. По мысли создателей это здание было призвано увековечить память о Вильгельме I Оранском, который родился в здешних местах в 1533 году, а позднее стал штатгальтером (правителем) Нидерландов. Современные критики считают, что башня представляет собой странную смесь романтизма и монументальности.
Общая стоимость строительства составила в 29 122 талера. Из них большую часть — 18 000 талеров — внесла принцесса Марианна Оранская-Нассау. 

## Описание
Вильгельстурм — это прямоугольная в основании башня, построенная из природного камня. В нижней части протяжённость каждой стены составляет 15 метров. Главный вход находится с северо-восточной стороне и ведёт в просторный зал. Из него можно попасть в круглую лестничную башню. По её винтовой лестнице посетители поднимаются на верхние этажи. 
Примерно в средней части башни (на высоте 15 метров от основания) расположена смотровая площадка. С этого места ширина стен башни снижается до 7,6 метра. Главные выставочные залы находятся на первом и втором этажах и имеют квадратную форму. Третий этаж сооружение — восьмиугольный. Отсюда можно попасть на небольшой балкон, с которого открывается вид на Дилленбург и его окрестности. Помещения выше закрыты для публики.
Особенностью Вильгельстурма являются четыре угловые башенки, которые украшают сооружения. В средней части это стилизованные сторожевые будки с зубчатыми навершиями, а на самом верху выступающие за края стен восьмиугольные башенки увенчаны остроконечными крышами. Переходы украшены живописными арками. На вершине основной купольной крыши закреплён флюгер.

## Современное использование
В настоящее время внутри башни действует музей, который в основном представляет экспонаты, посвященные истории владетельных домов Нассау и Оранж-Нассау. Экспозиция рассказывает о жизни Вильгельма I Оранского, о роли самых известных представителей рода Нассау в европейской истории, о связях между боковой линией Нассау-Дилленбург и голландской королевской семьей. 
Отдельно можно ознакомиться с историей прежней средневековой крепости. В подвалах можно осмотреть прежние казематы и подземные помещения. Для туристов предусмотрена виртуальная анимация, посвященная как истории строительства и разрушения замка, так и строительству башни.
Для желающих в Вильгельмстурм предусмотрена возможность проведения торжественной свадебной церемонии.
В 2008 году башню пришлось закрыть для посещения, поскольку она перестала соответствовать правилам противопожарной защиты. Лишь после строительства специальной эвакуационной лестницы вдоль одной из внешних стен, доступ для публики был вновь разрешён. Правда, многие считали, что эта лестница испортила внешний вид памятника.
8 июня 2010 года Вильгельмстурм объявлена объектом культурного наследия.

## Галерея

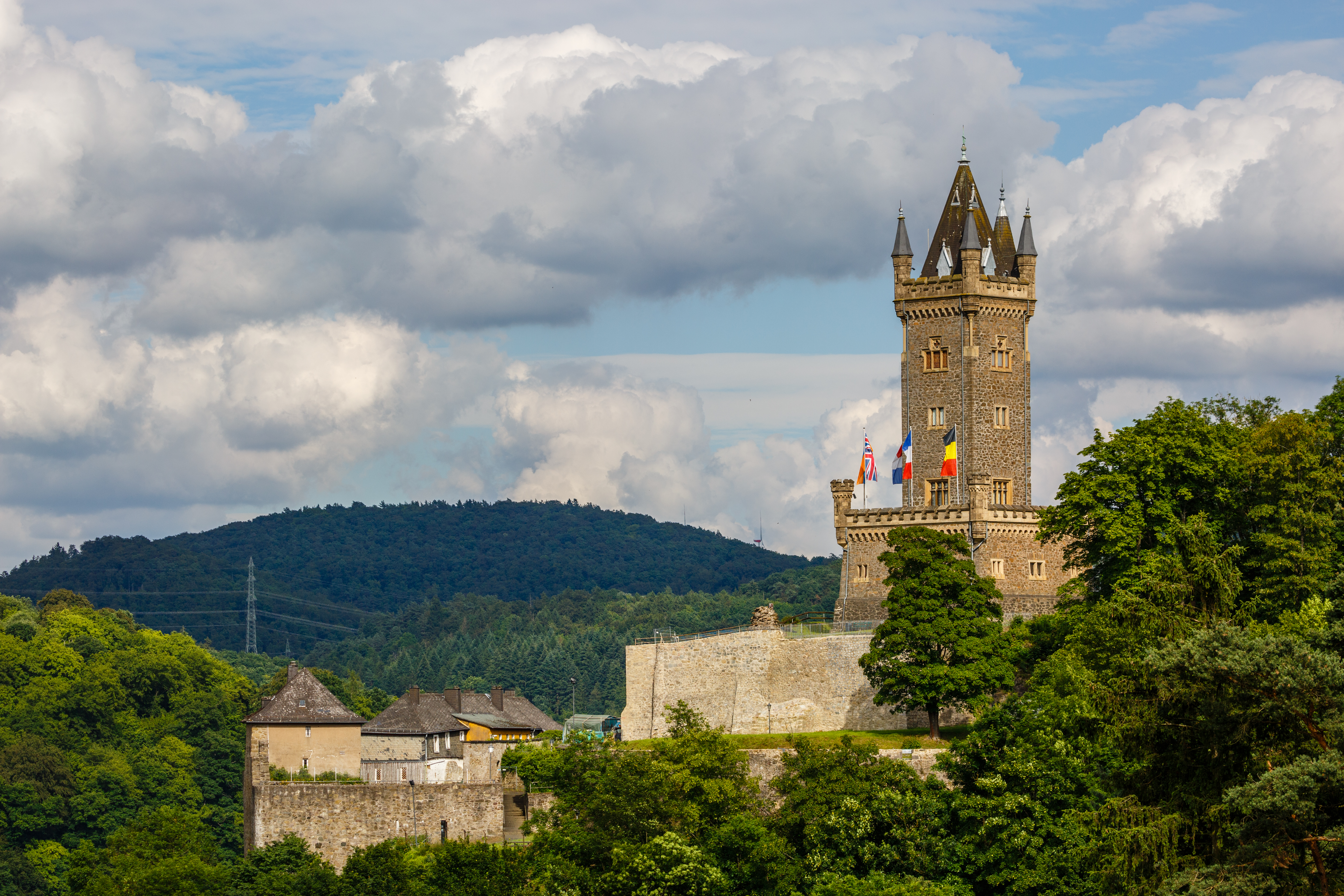
Вид башни с северо-западной стороны
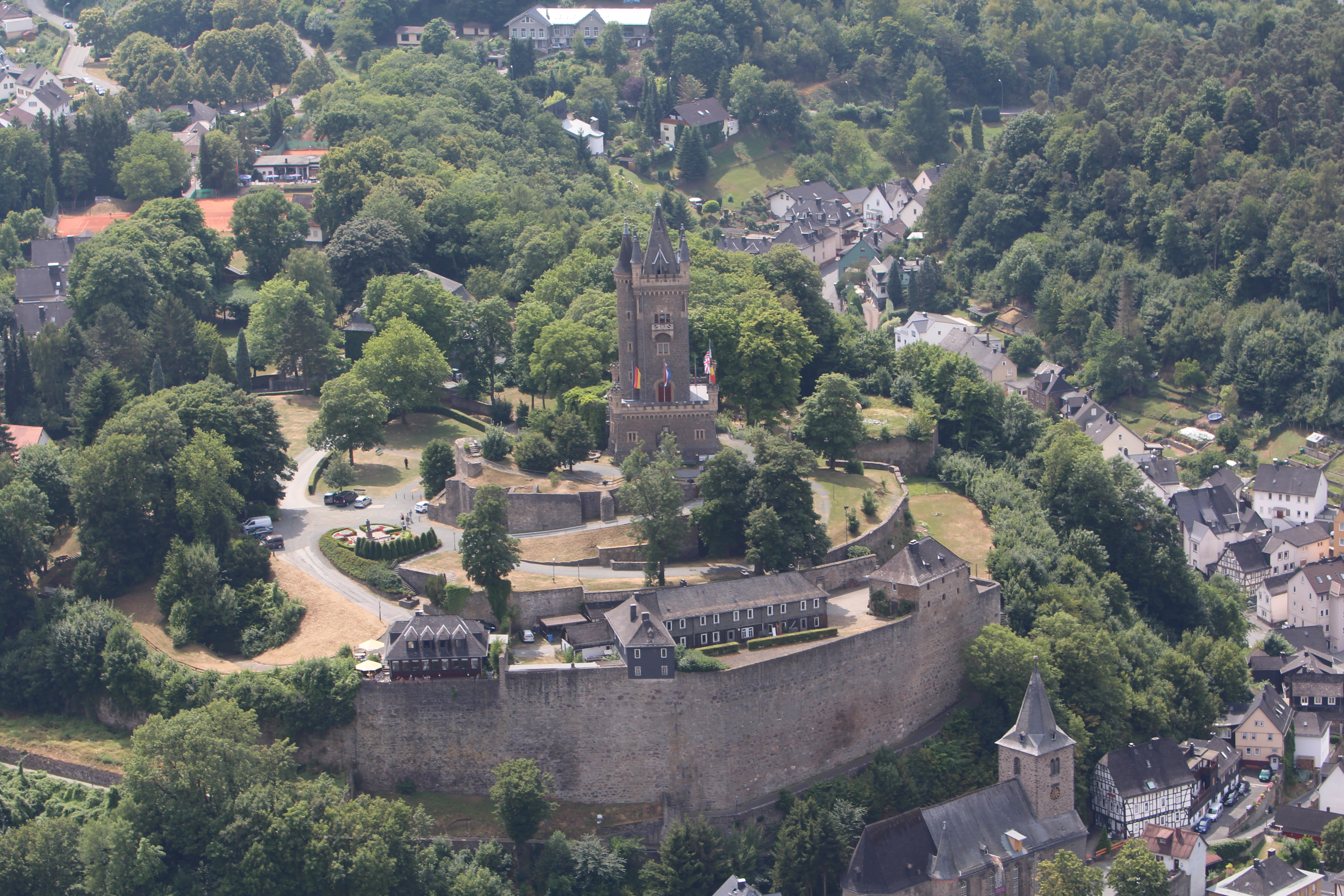
Вид башни с высоты птичьего полёта
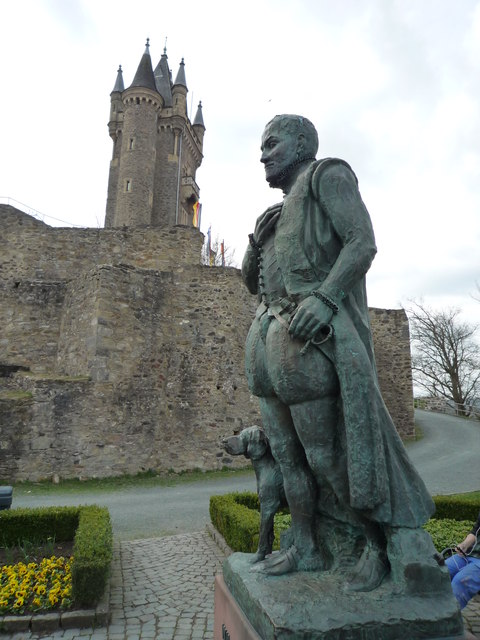
Памятник Вильгельму I Оранскому у основания башни
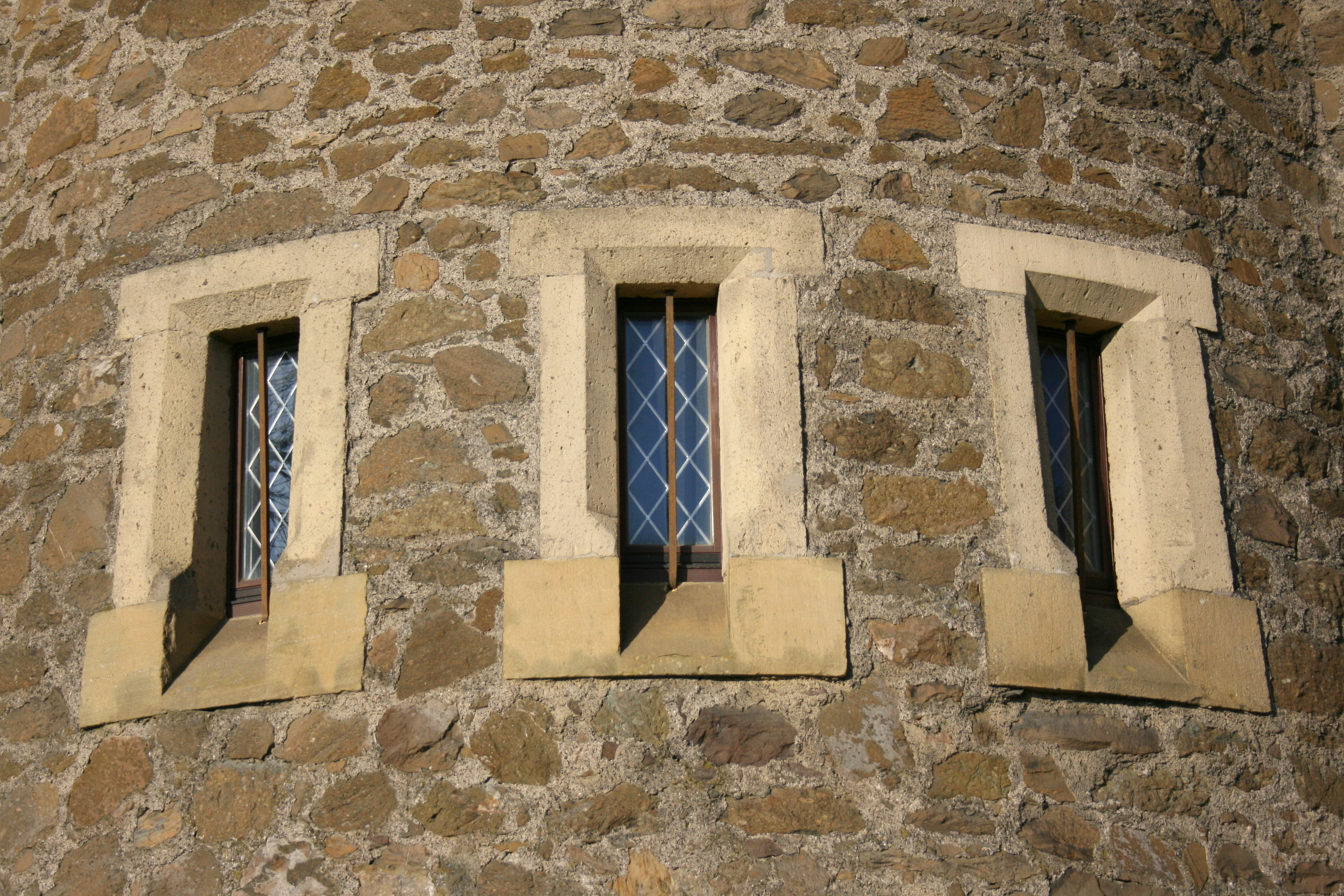
Окна лестничной башни
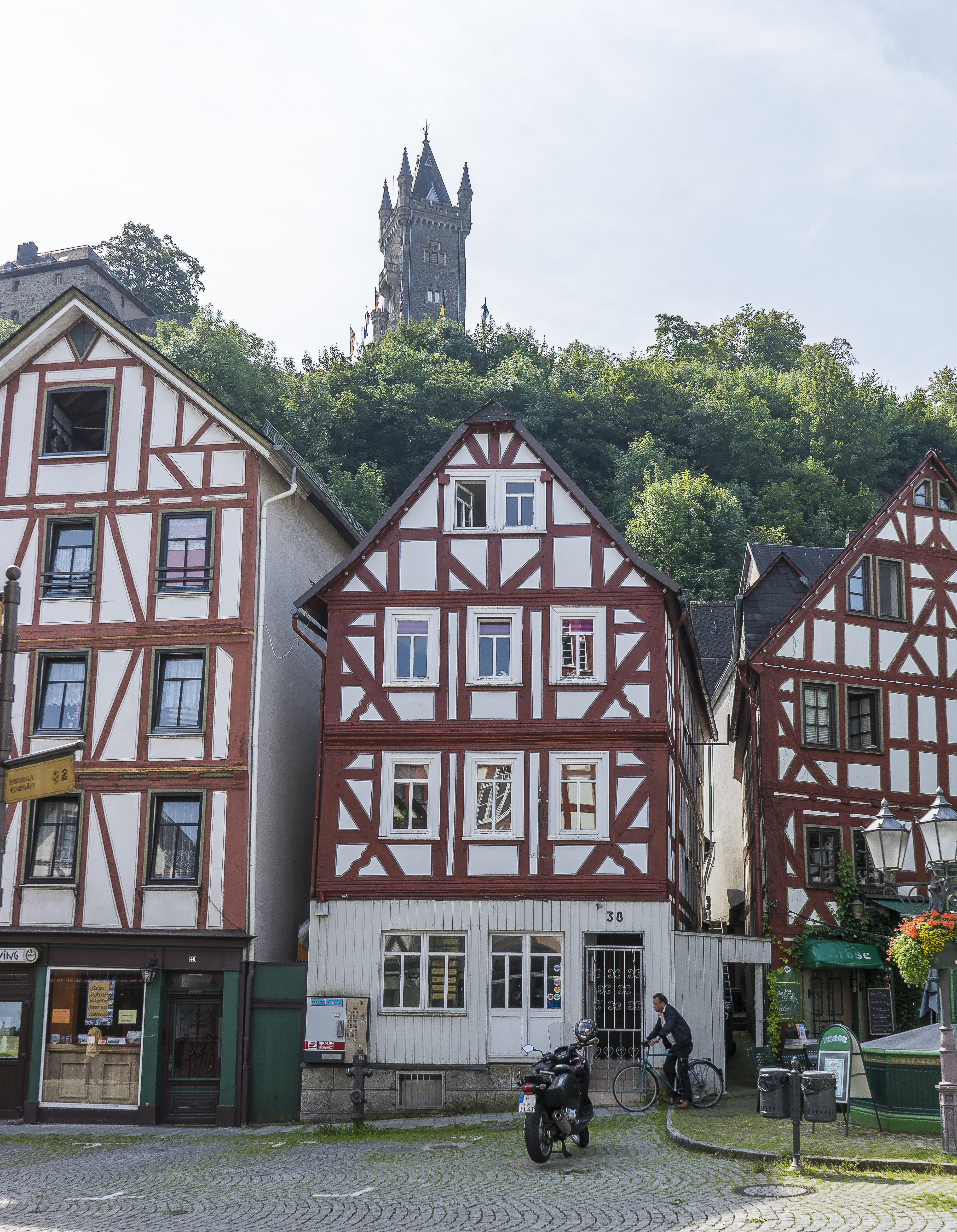
Вид башни со стороны города Дилленбург
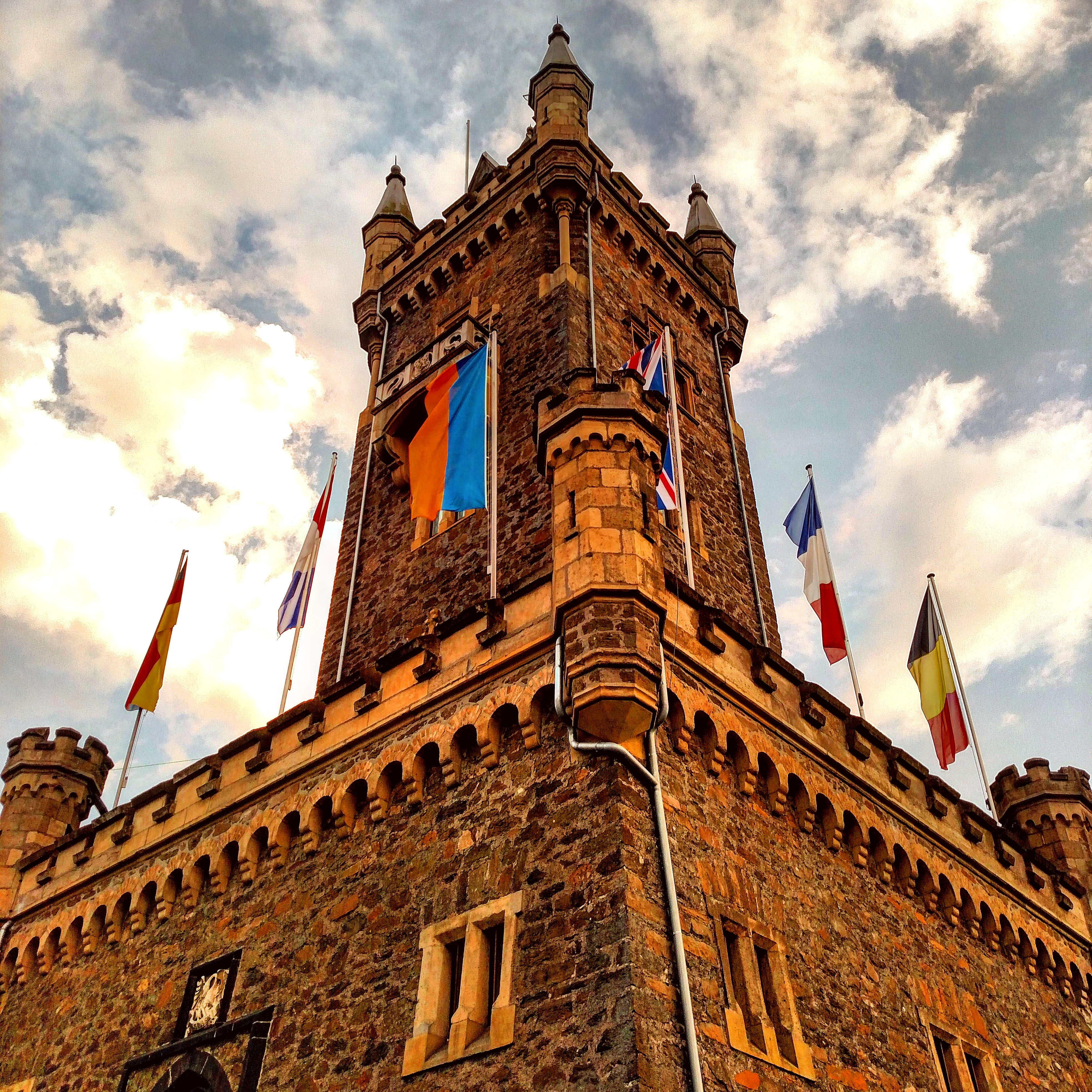
Вид башни снизу